# Associazione Calcio Imolese 1999-2000
Questa pagina raccoglie le informazioni riguardanti l'Associazione Calcio Imolese nelle competizioni ufficiali della stagione 1999-2000.

## Rosa
| N. |                   | Ruolo | Calciatore         |
| -- | ----------------- | ----- | ------------------ |
|    | Italia (bandiera) | A     | Sergio Actis Dato  |
|    | Italia (bandiera) | C     | Alberto Antonelli  |
|    | Italia (bandiera) | A     | Giuseppe Aquino    |
|    | Italia (bandiera) | D     | Gianluca Baldacci  |
|    | Italia (bandiera) | C     | Alessandro Bandini |
|    | Italia (bandiera) | A     | Simone Barile      |
|    | Italia (bandiera) | C     | Emiliano Betti     |
|    | Italia (bandiera) | D     | Andrea Bonetti     |
|    | Italia (bandiera) | C     | Rossano Casoni     |
|    | Italia (bandiera) | D     | Samuele Conficconi |
|    | Italia (bandiera) | C     | Davide Donattini   |
|    | Italia (bandiera) | D     | Alessandro Dozio   |
|    | Italia (bandiera) | D     | Stefano Erbuto     |

| N. |                   | Ruolo | Calciatore          |
| -- | ----------------- | ----- | ------------------- |
|    | Italia (bandiera) | P     | Fabio Finucci       |
|    | Italia (bandiera) | A     | Maurizio Fusari     |
|    | Italia (bandiera) | C     | Valerio Guerra      |
|    | Italia (bandiera) | C     | Mirko Lucchi        |
|    | Italia (bandiera) | C     | Gianmarco Malavenda |
|    | Italia (bandiera) | D     | Moreno Mannini      |
|    | Italia (bandiera) | C     | Alberto Maresi      |
|    | Italia (bandiera) | P     | Majco Monterastelli |
|    | Italia (bandiera) | D     | Claudio Pari        |
|    | Italia (bandiera) | A     | Fabio Paterna       |
|    | Italia (bandiera) | D     | Gionatha Pazzi      |
|    | Italia (bandiera) | A     | Massimo Spezia      |
|    | Italia (bandiera) | D     | Umberto Toschi      |